# Йох
Йох (чечен. йоьхь) — традиционное национальное блюдо чеченцев, в состав блюда входят бараньи кишки, репчатый лук, курдючное сало, кукурузная мука, чёрный перец, чабрец, соль, чеснок.

## Описание
Для приготовления йоха тщательно промывают жирную баранью или говяжью кишку (оболочку блюда), начинку готовят из рубленого жира, репчатого лука, просеянной кукурузной муки. Все ингредиенты начинки солят и тщательно перемешивают.
Готовую кишку завязывают или зашивают с одного конца, закладывают в неё начинку, закупоривают второй конец кишки и варят в подсоленной воде. В этой же кастрюле варят кукурузные клёцки, с которыми йох подают на стол.
Йох подают с чеченским блюдом жижиг-галнаш, либо с лепёшкой и чесночной подливой.